# Getting There
Getting There is een direct-naar-video-film uit 2002 met Mary-Kate en Ashley Olsen.

## Verhaal
In deze film worden de zusjes Taylor en Kylie Hunter 16 jaar. Voor hun verjaardag krijgen ze een rode Mustang en ze mogen ook voor het eerst alleen op reis. Ze besluiten om tijdens de Winterspelen van 2002 naar Salt Lake City te gaan om er naar te gaan kijken. Dit doen ze samen met hun vrienden Danny, Jenn, Toast (Joshua), Sam en Lyndi. Tijdens hun reis begaan ze echter allemaal blunders. Zo rijden de jongens over een pinnenbeveiliging waardoor hun banden lek raken. De meisjes hun auto wordt gestolen, ze nemen de verkeerde vlucht en later neemt een klein groepje de verkeerde bus. Tijdens de busreis ontmoeten ze Charly, de dochter van een sinaasappelmagnaat. Zij biedt hen een privévlucht aan naar Salt Lake City en reist mee met de 7 vrienden.

## Rolverdeling
- Ashley Olsen - Taylor Hunter
- Mary-Kate Olsen - Kylie Hunter
- Billy Aaron Brown - Danny
- Heather Lindell - Jenn
- Jeff D'Agostino - Toast
- Talon Ellithorpe - Sam
- Holly Towne - Lyndi
- Alexandra Picatto - Charly
- Janet Gunn - Pam Hunter
- William Bumiller - Gary Hunter
- Jason Benesh - Alexander
- Ricki Lopez - Juan
- Shelley Malil - Raj
- Marcus Smythe - Mr. Simms
- Deborah Hinderstein - instructrice
- James Kiriyama Lem - instructeur
- Tracy Arbuckle - Diane
- Sterling Rice - jonge toeriste
- Jeff Johnson - ober in het skichâlet